# Uganda International Challenge 2024
Die Uganda International Challenge 2024 fand vom 21. bis zum 25. Februar 2024 in Kampala statt. Es war die zweite Austragung dieser internationalen Meisterschaft von Uganda im Badminton.

## Sieger und Platzierte
| Disziplin    | Gold                                     | Silber                         | Bronze                                |
| ------------ | ---------------------------------------- | ------------------------------ | ------------------------------------- |
| Herreneinzel | Lê Đức Phát                              | Raghu Mariswamy                | Anuoluwapo Juwon Opeyori              |
| Herreneinzel | Lê Đức Phát                              | Raghu Mariswamy                | Dmitriy Panarin                       |
| Dameneinzel  | Aakarshi Kashyap                         | Shruti Mundada                 | Meghana Reddy Mareddy                 |
| Dameneinzel  | Aakarshi Kashyap                         | Shruti Mundada                 | Rosy Oktavia Pancasari                |
| Herrendoppel | M. R. Arjun Dhruv Kapila                 | Vinson Chiu Joshua Yuan        | Ondřej Král Adam Mendrek              |
| Herrendoppel | M. R. Arjun Dhruv Kapila                 | Vinson Chiu Joshua Yuan        | Krishna Prasad Garaga K. Sai Pratheek |
| Damendoppel  | Paula Cao Hok Lauren Lam                 | Francesca Corbett Allison Lee  | Polina Buhrova Yevheniia Kantemyr     |
| Damendoppel  | Paula Cao Hok Lauren Lam                 | Francesca Corbett Allison Lee  | Haramara Gaitan Sabrina Solis         |
| Mixed        | Sathish Kumar Karunakaran Aadya Variyath | Kenneth Choo Gronya Somerville | Vinson Chiu Jennie Gai                |
| Mixed        | Sathish Kumar Karunakaran Aadya Variyath | Kenneth Choo Gronya Somerville | Adham Hatem Elgamal Doha Hany         |